# Peter de Kan
Peter de Kan (Hoogezand, 3 juli 1957) is een Nederlandse grafisch ontwerper.

## Leven en werk
De Kan studeerde Biologie aan de Rijksuniversiteit Groningen. Tijdens zijn studie merkte hij dat hij meer affiniteit met kunst had. Na zijn afstuderen volgde hij een opleiding aan de Academie Minerva.
Voor het project Verbeeld verleden, in de Groningse Folkingestraat, maakte hij het baksteenreliëf Ook hier, met het woord weggehaald als herinnering aan de Joodse bewoners, die hier voor de Tweede Wereldoorlog woonden. Samen met Anne Hilderink ontwiep hij het Indië-monument bij de begraafplaats Selwerderhof in Groningen. Een ander werk van De Kan is Gestadige Beweging, een gedicht van Hendrik Werkman weergegeven onder de Oosterbrug en te zien, zodra de brug omhoog gaat.
De Kan won in 1993 de Javaanse Jongens Grafiekprijs.